# 2009 DD45
2009 DD45 es un pequeño asteroide Apolo que pasó cerca de la Tierra a una altitud de 63,500 km el 2 de marzo de 2009 a las 13:44 UTC. El asteroide fue descubierto por Robert H. McNaught desde el Observatorio de Siding Spring en Australia el 27 de febrero de 2009, tan solo tres días antes de su aproximación más cercana a la Tierra.

## Descripción
Se estima el diámetro entre 20 y 50 metros a una velocidad de 20 kilómetros por segundo. La dimensión del 2009 DD45 es similar al tamaño del objeto que causó el evento de Tunguska el 30 de junio de 1908 en Siberia, que con un tamaño estimado de 30 m provocó una explosión con la potencia de mil de bombas atómicas destruyendo millones de árboles sobre una extensión de más de 2.000 kilómetros cuadrados. Su paso más cercano del planeta Tierra fue sobre el oeste del Océano Pacífico, muy cerca de Tahití, la isla más grande de la Polinesia Francesa.[cita requerida]